# Хоситашвили, Джаба
Джаба Хоситашвили (груз. ჯაბა ხოსიტაშვილი, азерб. Jaba Xositaşvili; род. 23 июля 1990, Ахалкалаки) — грузинский и азербайджанский боксёр, представитель средних весовых категорий. Выступал за сборные Грузии и Азербайджана по боксу в первой половине 2010-х годов, бронзовый призёр чемпионата Европы, победитель и призёр турниров международного значения, участник многих матчевых встреч лиги WSB. Начиная с 2016 года боксирует на профессиональном уровне в США.

## Биография
Джаба Хоситашвили родился 23 июля 1990 года в городе Ахалкалаки края Самцхе-Джавахети Грузинской ССР.

### Любительская карьера
Дебютировал на международной арене в 2006 году на первенстве Европы среди школьников в украинском Николаеве, выиграв все поединки и став чемпионом в весовой категории до 65 кг. Год спустя на чемпионате мира среди кадетов в Баку проиграл в 1/8 финала. Два года спустя на молодёжном чемпионате Европы в Щецине стал бронзовым призёром в зачёте полусредней весовой категории.
В 2011 году вошёл в основной состав грузинской национальной сборной и побывал на чемпионате Европы в Анкаре, откуда привёз награду бронзового достоинства, выигранную в среднем весе — на стадии полуфиналов был остановлен турком Адемом Кылыччи. Боксировал и на чемпионате мира в Баку, где был побеждён немцем Штефаном Хертелем. Помимо этого, получил бронзу на международном турнире «Великий шёлковый путь». Стал серебряным призёром Мемориала Нурмагамбетова в Алма-Ате, уступив в решающем финальном поединке представителю Украины Евгению Хитрову.
Начиная с сезона 2011/12 регулярно принимал участие в матчевых встречах лиги World Series of Boxing, представляя турецкую команду из Стамбула.
Пытался пройти отбор на летние Олимпийские игры 2012 года в Лондоне, однако на европейской олимпийской квалификации в Трабзоне потерпел поражение уже в четвертьфинале категории до 75 кг от англичанина Энтони Огого.
В 2013 году выступил на европейском первенстве в Минске и на Универсиаде в Казани, но попасть в число призёров на этих соревнованиях не смог. Не добился успеха и на мировом первенстве в Алма-Ате, проиграв в первом же поединке египтянину Хосаму Бакру Абдину.
Начиная с 2014 года Хоситашвили представлял азербайджанскую команду WSB «Бакинские огни» и на прочих соревнованиях представлял сборную Азербайджана. Так, в зачёте полутяжёлой весовой категории он одержал победу на турнире «Великий шёлковый путь» в Баку, в частности в финале взял верх над казахом Дауреном Елеусиновым.
В 2015 году участвовал в чемпионате Азербайджана по боксу, но остановился вдалеке от призовых позиций.

### Профессиональная карьера
Завершив выступления в любительском боксе, Джаба Хоситашвили решил стать профессионалом и в апреле 2016 года успешно дебютировал на профи-ринге. Проживает и боксирует на территории США, его промоутером выступает компания Golden Boy Promotions.
В сентябре 2018 года выступил в андеркарде вечера бокса «Сауль Альварес — Геннадий Головкин II», выиграв по очкам у непобеждённого американца Лоуренса Кинга (4-0).

## Таблица профессиональных поединков
В таблице перечислены результаты всех поединков боксёров.
В каждой строке указан результат поединка. Дополнительно номер поединка обозначен цветом, который обозначает итог поединка. Расшифровка обозначений и цветов представлена в нижеследующей таблице.
| Пример | Расшифровка                     |
| ------ | ------------------------------- |
|        | Победа                          |
|        | Ничья                           |
|        | Поражение                       |
|        | Планируемый поединок            |
|        | Поединок признан несостоявшимся |
| КО     | Нокаут                          |
| ТКО    | Технический нокаут              |
| PTS    | Решение судей (по очкам)        |
| UD     | Единогласное решение судей      |
| MD     | Решение большинства судей       |
| SD     | Раздельное решение судей        |
| RTD    | Отказ от продолжения боя        |
| DQ     | Дисквалификация                 |
| NC     | Поединок признан несостоявшимся |

| Бой | Рекорд | Дата             | Соперник             | Место боя                                           | Результат | Комментарии                                                                     |
| --- | ------ | ---------------- | -------------------- | --------------------------------------------------- | --------- | ------------------------------------------------------------------------------- |
| 5   | 5-0    | 20 июня 2019     | Габриэль Фам (10-1)  | Ocean Resort Casino, Атлантик-Сити, Нью-Джерси, США | UD (6)    | Счёт: 54-59, 54-59, 53-60.                                                      |
| 4   | 4-0    | 15 сентября 2018 | Лоуренс Кинг (4-0)   | Ти-Мобайл Арена, Парадайс, Невада, США              | UD (6)    | Андеркард боя Сауль Альварес — Геннадий Головкин II. Счёт: 58-56, 58-56, 58-56. |
| 3   | 3-0    | 17 мая 2018      | Фабиан Вальдес (2-2) | Fantasy Springs Casino, Индио, Калифорния, США      | KO 2 (6)  |                                                                                 |
| 2   | 2-0    | 3 июня 2016      | Генри Бекфорд (3-4)  | 2300 Arena, Филадельфия, Пенсильвания, США          | UD (6)    |                                                                                 |
| 1   | 1-0    | 9 апреля 2016    | Грег Томас (1-7)     | Rockingham Park, Сейлем, Нью-Гэмпшир, США           | TKO 1 (4) | Профессиональный дебют.                                                         |